# 제28회 부산국제영화제
제28회 부산국제영화제는 10월 4일 대한민국 부산 영화의 전당에서 개막했다. '기생충'으로 유명한 송강호가 사회자로 영화인들을 맞이했고, 박은빈이 사회를 맡아 유튜브 채널과 네이버TV를 통해 생중계됐다. 장근재 감독의 한국 영화 '한국이 싫어서 (영화)'로 개막해 69개국 공식 초청작 209편, 커뮤니티 쇠고기 상영 60편 등 총 269편의 영화가 상영됐다. 한국의 영화 평론가이자 감독, 시나리오 작가인 정성일 씨가 주요 경쟁부문 심사위원장을 맡았다.
올해 BIFF는 넷플릭스 공개 시리즈를 포함해 장편 7편과 단편 5편으로 인도네시아에 주목한 특별프로그램 '인도네시아 영화의 르네상스'를 열었다. 올해의 아시아영화인상은 홍콩 스타 주윤발이, 사후 한국영화공로상은 윤정희 (1944년)가 받았다.
BIFF는 고민시, 홍경이 사회를 맡은 가운데 10월 13일 폐막했고, 폐막작으로는 닝하오의 중국 영화계 풍자영화 <영화의 황제>가 상영됐다.
이 영화제의 뉴 커런츠 상은 이크발 H. 초드하리(Iqbal H. Chowdhary)의 방글라데시 영화 더 레슬러(The Wrestler)에 수여되었다. 이 영화는 전통적인 형태의 레슬링으로 엄격하게 훈련하는 괴짜 늙은 어부의 이야기를 따른다. 그리고 일본 영화 모리 타츠야의 후쿠다촌 사건은 간토 대지진 100주년을 기념하는 역사적 장편으로, 자연재해에 따른 학살을 각색한다.